# Américo Gomes Ribeiro da Luz
Américo Gomes Ribeiro da Luz (Campanha, 2 de julho de 1854 — Juiz de Fora, 17 de novembro de 1927) foi deputado provincial em 1889 e deputado geral na 1ª legislatura (1891-1893). Foi diretor presidente do Banco de Crédito Real de Minas Gerais de 1913 a 1927, diretor e fundador da Estrada de Ferro Muzambinho e fazendeiro no Sul de Minas Gerais.

## Família
Pai de Marianna Cesarina Coimbra da Luz, esposa de Leovigildo Leal da Paixão. Irmão do magistrado Alberto Gomes Ribeiro da Luz, pai de Carlos Luz.